# Lin Rongqiang
Lin Rongqiang (chiń. upr. 林荣强; pinyin Lín Róngqiáng) – chińska brydżystka, World Master w kategorii Open oraz Senior Master w kategorii Seniorów (WBF).

## Wyniki brydżowe

### Zawody światowe
W światowych zawodach zdobyła następujące lokaty:
| Mistrzostwa Świata. Konkurencja teamów | Mistrzostwa Świata. Konkurencja teamów | Mistrzostwa Świata. Konkurencja teamów | Mistrzostwa Świata. Konkurencja teamów | Mistrzostwa Świata. Konkurencja teamów | Mistrzostwa Świata. Konkurencja teamów |
| Rok                                    | Miejsce                                | Zawody                                 | Kategoria                              | Drużyna                                | Pozycja                                |
| -------------------------------------- | -------------------------------------- | -------------------------------------- | -------------------------------------- | -------------------------------------- | -------------------------------------- |
| 2014                                   | Sanya                                  | 14. Seria Mistrzostw Świata            | Seniorzy                               | Xinyuan                                | 9                                      |
| 2008                                   | Pekin                                  | 1 Olimpiada Sportów Umysłowych         | Miksty                                 | Evertrust Holding Group                | 3                                      |
| 2007                                   | Szanghaj                               | 38 Mistrzostwa Świata Teamów           | Trans                                  | Xinyuankonggu                          | 47                                     |

## Klasyfikacja
- Lin Rongqiang – klasyfikacja WBF (ang.)